# لانگدک-روسیون
لانگدُک روسیون (به فرانسوی: Languedoc-Roussillon) نام یکی از ۲۶ ناحیه کشور فرانسه است که شامل ۵ منطقه می‌باشد.

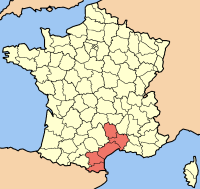
ناحیه لانگدوک روسیون در فرانسه

جمعیت این ناحیه ۲٬۵۴۸٬۰۰۰ نفر است. همچنین مساحت این ناحیه بالغ بر ۲۷٬۳۷۶ کیلومتر مربع است.